# Tulum (grad)
Tulum (Yucatec: 'Tulu'um) je naziv za pretkolumbovski mayanski ograđeni grad, koji je služio kao glavna luka za državu Cobá.
Njegove ruševine smještene su na obali Karipskog mora, odnosno na 12 m visokim stijenama duž istočne obale poluotoka Yucatan u današnjoj meksičkoj državi Quintana Roo. Tulum je bio jedan od posljednjih gradova koje su podigli i u njemu živjeli Maye, a svoj je vrhunac imao između 13. i 15. stoljeća, te je uspio preživjeti čak 70 godina nakon početka španjolskog osvajanja i kolonizacije Meksika. Vjeruje se, da su njegovom nestanku, odnosno napuštanju od strane domorodaca najviše pridonijele zarazne bolesti, koje su sa sobom iz Staroga svijeta donijeli španjolski kolonisti, a na koje oni nisu imali imunitet. Usprkos tome, Tulum se smatra jednim od najbolje očuvanih mayanskih gradova, te predstavlja iznimno popularnu turističku atrakciju. 

## Galerija
- Karta Tuluma
- Obala uz grad Tulum
- Plaža uz grad Tulum
- Tulum